# Dalbergia glabra
Dalbergia glabra là một loài thực vật có hoa trong họ Đậu. Loài này được (Mill.) Standl. miêu tả khoa học đầu tiên.

## Hình ảnh

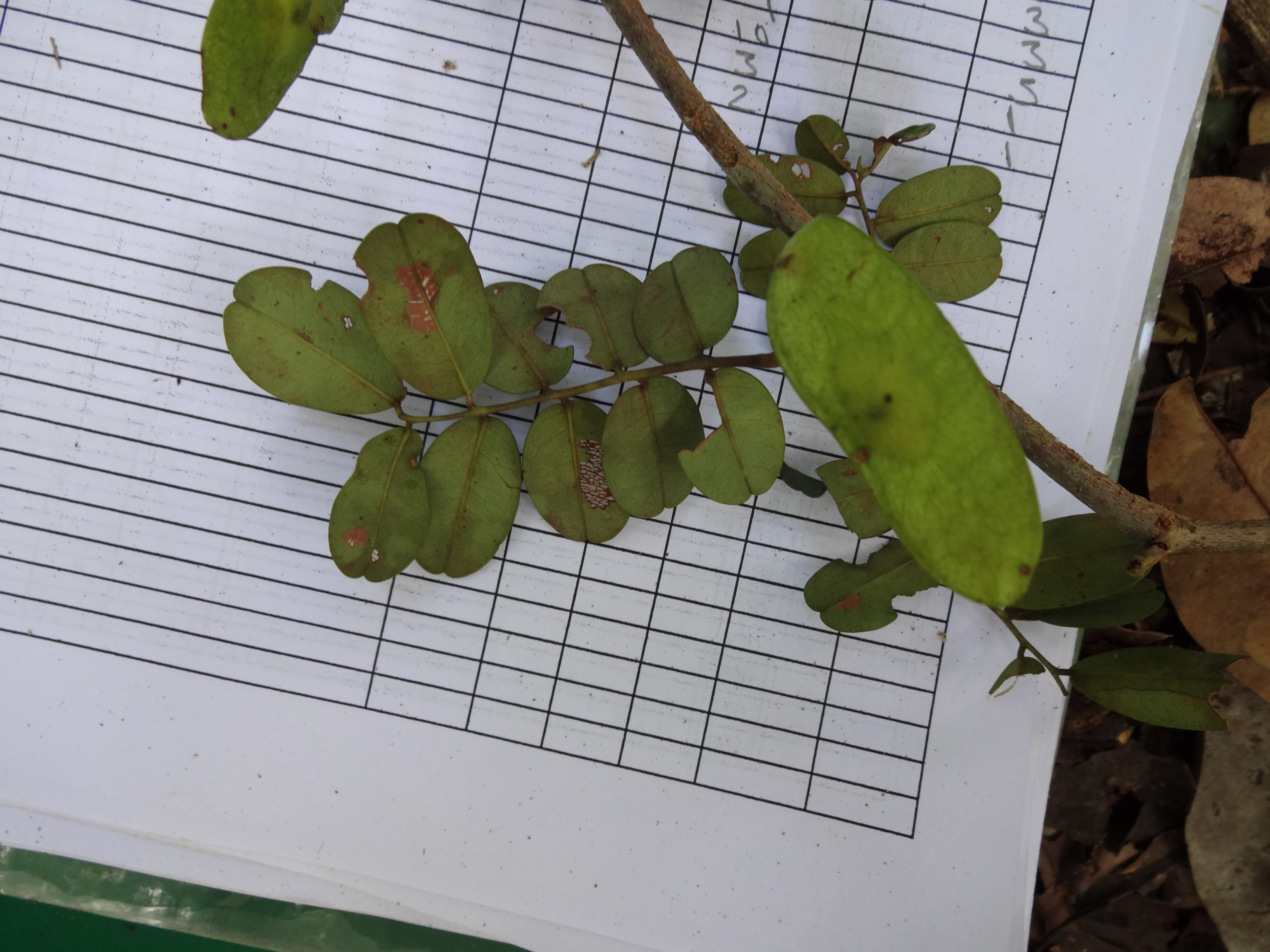
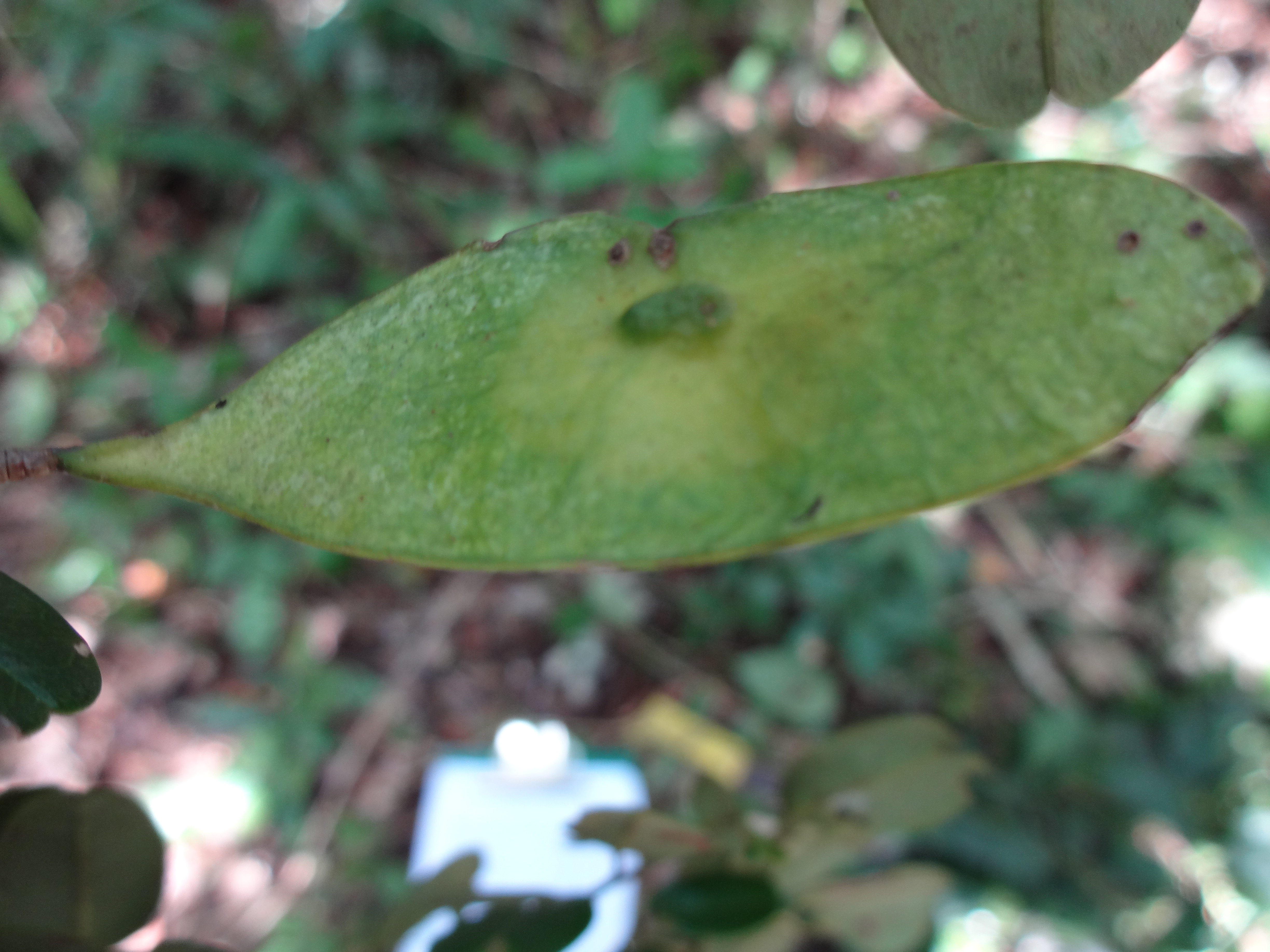
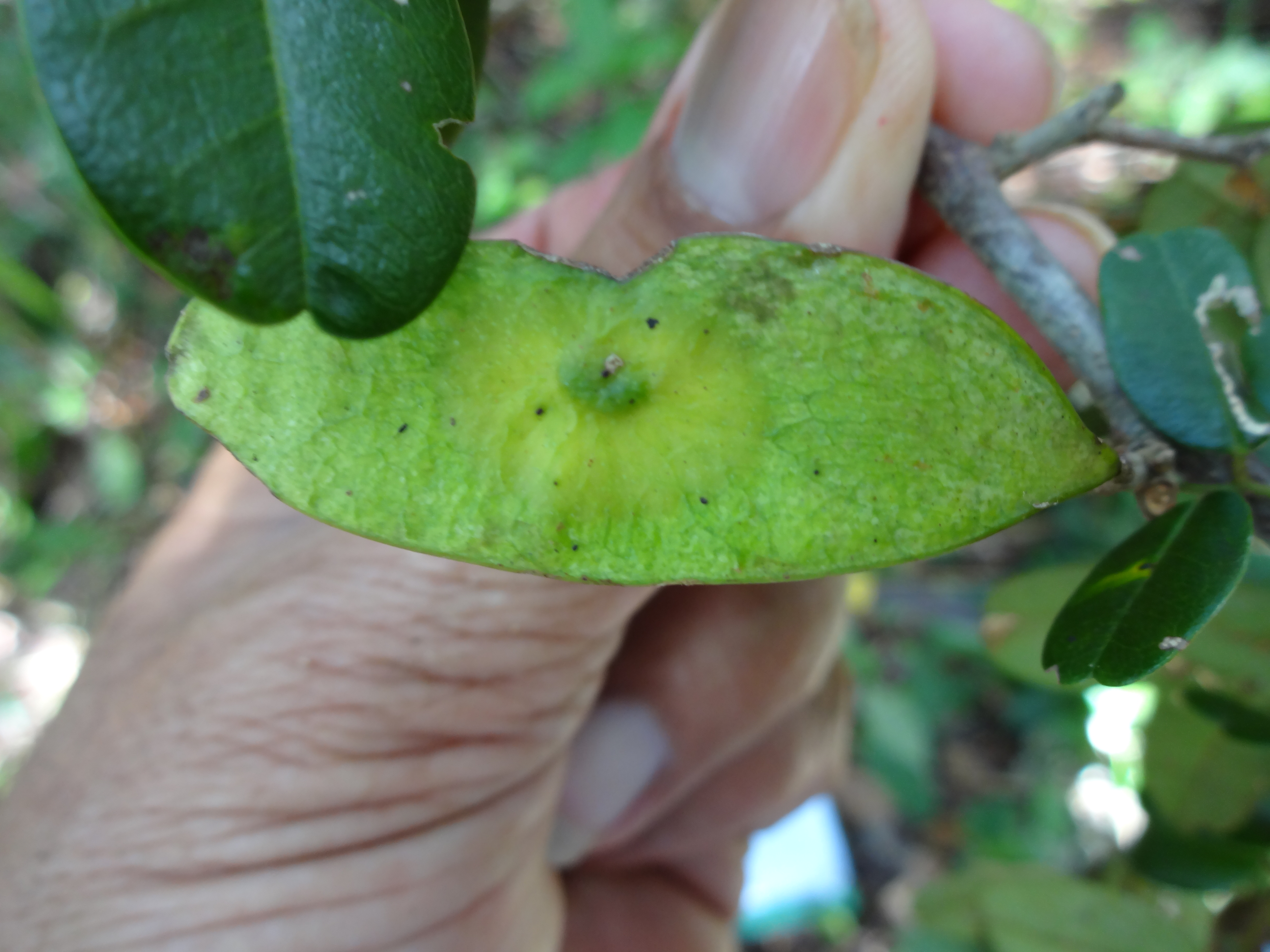
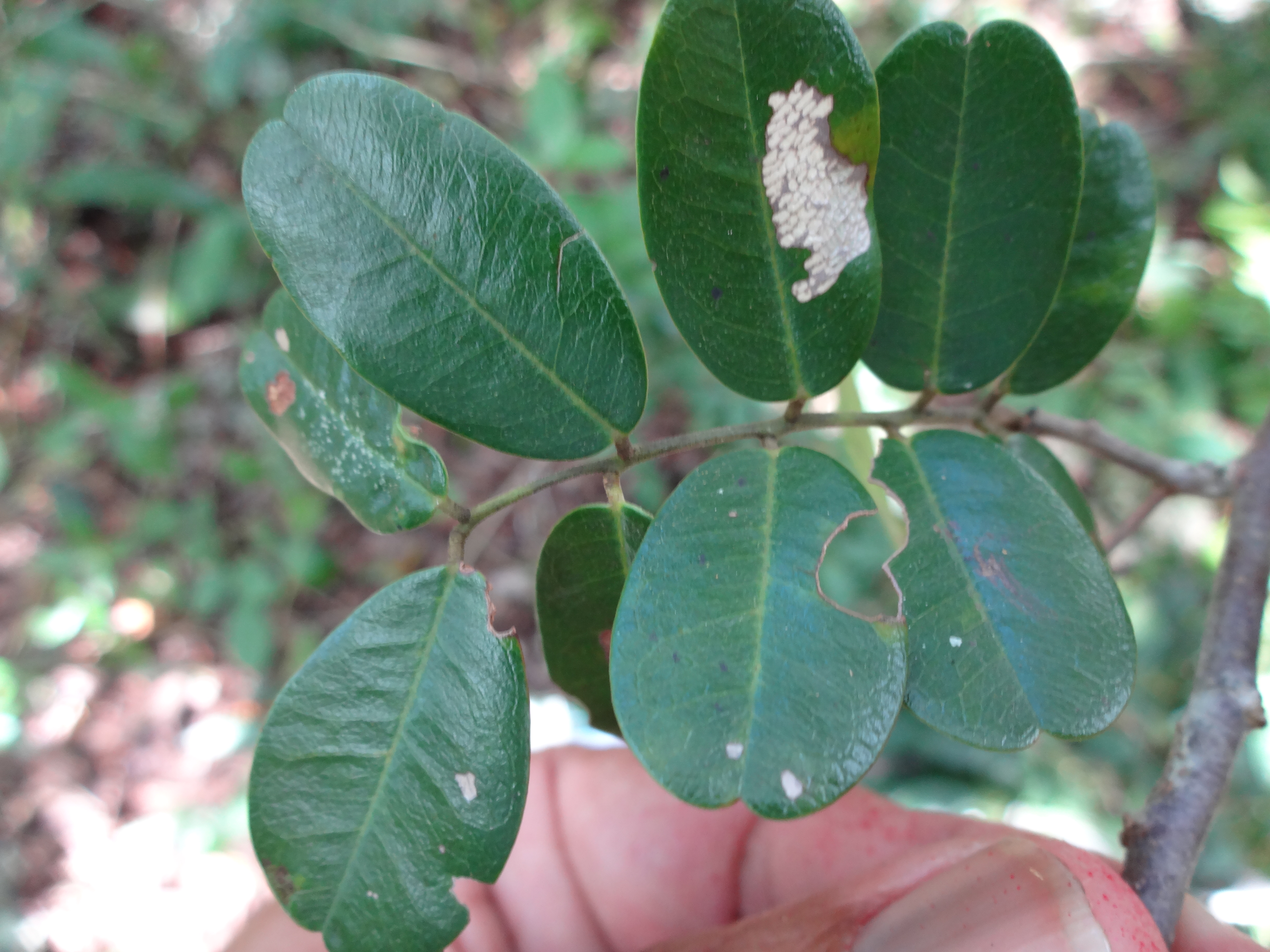